# Dixie 400 1961
Dixie 400 1961 var ett stockcarlopp ingående i Nascar Grand National Series (nuvarande Nascar Cup Series) som kördes 17 september 1961 på den 1,5 mile (2,414 km) långa ovalbanan Atlanta International Raceway som är belägen utanför Hampton i Georgia. Totalt avverkades 400,5 miles (644,542 km) fördelat på 267 varv. Banunderlaget var asfalt. Loppet vanns av David Pearson i en Pontiac på tiden 3:11.39 körande för John Masoni. Pearsons snitthastighet uppgick till 125,384 mph. Prispotten uppgick till 39 960 dollar, varav 9 330 dollar gick till segraren.

## Resultat
| Plc     | Nr | Förare             | Team/ bilägare        | Konstruktör | Start | Varv | Ledda varv |
| ------- | -- | ------------------ | --------------------- | ----------- | ----- | ---- | ---------- |
| 1       | 3  | David Pearson      | John Masoni           | Pontiac     | 5     | 267  | 2          |
| 2       | 27 | Junior Johnson     | Rex Lovette           | Pontiac     | 9     | 267  | 0          |
| 3       | 22 | Fireball Roberts   | Smokey Yunick Racing  | Pontiac     | 1     | 267  | 29         |
| 4       | 47 | Jack Smith         | Jack Smith            | Pontiac     | 13    | 264  | 0          |
| 5       | 43 | Richard Petty      | Petty Enterprises     | Plymouth    | 26    | 264  | 0          |
| 6       | 14 | Johnny Allen       | Joe Lee Johnson       | Chevrolet   | 24    | 264  | 0          |
| 7       | 11 | Ned Jarrett        | B.G. Holloway         | Chevrolet   | 27    | 264  | 0          |
| 8       | 46 | Bob Welborn        | Jack Smith            | Pontiac     | 23    | 264  | 0          |
| 9       | 51 | Woodie Wilson      | Leroy Faucett         | Pontiac     | 22    | 262  | 0          |
| 10      | 6  | Marvin Panch       | Owens Racing          | Pontiac     | 11    | 262  | 0          |
| 11      | 94 | Banjo Matthews     | Matthews Racing       | Ford        | 7     | 262  | 163        |
| 12      | 72 | Bobby Johns        | Shorty Johns          | Ford        | 8     | 261  | 11         |
| 13      | 44 | Jim Paschal        | Julian Petty          | Pontiac     | 14    | 260  | 0          |
| 14      | 85 | Emanuel Zervakis   | Monroe Shook          | Chevrolet   | 15    | 259  | 0          |
| 15      | 30 | Tiny Lund          | Fred Clark            | Chevrolet   | 30    | 259  | 0          |
| 16      | 8  | Joe Weatherly      | Bud Moore Engineering | Pontiac     | 3     | 256  | 4          |
| 17      | 59 | Ken Rush           | B.G. Holloway         | Pontiac     | 21    | 255  | 0          |
| 18      | 4  | Rex White          | Rex White             | Chevrolet   | 10    | 254  | 0          |
| 19      | 29 | Nelson Stacy       | Dudley Farrell        | Ford        | 2     | 243  | 50         |
| 20      | 24 | Darel Dieringer    | James Turner          | Pontiac     | 6     | 238  | 0          |
| 21      | 74 | L.D. Austin        | L.D. Austin           | Chevrolet   | 35    | 238  | 0          |
| 22      | 19 | Herman Beam        | Herman Beam           | Ford        | 37    | 235  | 0          |
| 23      | 68 | Ed Livingston      | Curtis Crider         | Ford        | 25    | 234  | 0          |
| 24      | 93 | Lee Reitzel        | Lee Reitzel           | Ford        | 36    | 226  | 0          |
| 25      | 87 | Buck Baker         | Buck Baker Racing     | Chrysler    | 16    | 209  | 0          |
| 26      | 32 | Bill Morgan        | J.L. Cheatham         | Ford        | 20    | 203  | 0          |
| 27      | 78 | J.C. Hendrix       | W.J. Ridgeway         | Ford        | 32    | 202  | 0          |
| 28      | 96 | Elmo Langley       | J.L. Cheatham         | Chevrolet   | 33    | 180  | 0          |
| 29      | 9  | Bunkie Blackburn   | Wildcat Williams      | Ford        | 12    | 174  | 0          |
| 30      | 10 | T.C. Hunt          | Fred Wheat            | Dodge       | 28    | 153  | 0          |
| 31      | 48 | G.C. Spencer       | GC Spencer Racing     | Chevrolet   | 34    | 124  | 0          |
| 32      | 71 | Bob Barron         | Bob Barron            | Chevrolet   | 38    | 104  | 0          |
| 33      | 23 | Doug Yates         | Raeford Johnson       | Plymouth    | 39    | 65   | 0          |
| 34      | 99 | George Alsobrook   | Joe Jones             | Ford        | 31    | 63   | 0          |
| 35      | 5  | Ralph Earnhardt    | Leroy Faucett         | Pontiac     | 29    | 62   | 0          |
| 36      | 28 | Fred Lorenzen      | Holman Moody          | Ford        | 4     | 52   | 8          |
| 37      | 90 | Dave Mader         | Dave Mader            | Chevrolet   | 19    | 51   | 0          |
| 38      | 80 | Tubby Gonzales     | Tubby Gonzales        | Ford        | 17    | 47   | 0          |
| 39      | 86 | Herb Tillman       | Buck Baker Racing     | Chrysler    | 18    | 46   | 0          |
| 40      | 15 | Jesse James Taylor | Beau Morgan           | Ford        | 42    | 10   | 0          |
| 41      | 62 | Curtis Crider      | Curtis Crider         | Mercury     | 41    | 3    | 0          |
| 42      | 2  | Tommy Irwin        | Tom Daniels           | Chevrolet   | 40    | 0    | 0          |
| Källor: |    |                    |                       |             |       |      |            |